# Anochetus armstrongi
Anochetus armstrongi is een mierensoort uit de onderfamilie van de Ponerinae. De wetenschappelijke naam van de soort is voor het eerst geldig gepubliceerd in 1949 door McAreavey.